# Classe V et W
Pour les autres classes de navires du même nom, voir classe V et classe W.
La classe V et W est un amalgame de six classes différentes construites pour la Royal Navy dans le cadre du programme d’urgence de la guerre pendant la Première Guerre mondiale. Commandées à 107 exemplaires, seulement 67 seront mis en service, la capitulation allemande entraînant l’annulation de la construction de quarante unités.
Les unités mises en service à temps pour participer à la Première Guerre mondiale constituèrent la colonne vertébrale de la flotte britannique de destroyers jusqu'à la mise en service des type A au début des années trente. Un certain nombre de navires étaient encore en service en septembre 1939, la majorité transformés en escorteurs bien que dépendant toujours de la « Destroyer Flottilla » (tout comme leurs successeurs de type Hunt).

## Conception
Ils marquent l’intégration du gaillard avant dans l’architecture des destroyers britanniques, l’architecture flush-deck n’ayant pas les faveurs des architectes navals britanniques. Plus généralement, ils concentrent différents progrès techniques apparus dans les classes précédentes.
Ils étaient directement dérivés de la conception des destroyers conducteurs d’escadrille et avaient été ordonnés par l’Amirauté, informée par ses services secrets que les Allemands développaient un nouveau standard de navires de plus de 1 200 tonnes. Leur pont était renforcé pour accueillir de nouveaux bancs de tubes lance-torpilles triples, bien qu’au départ, il s’agisse de bancs doubles traditionnels, ces derniers n’étant pas encore prêts. Par ailleurs, leur haute passerelle, leur haut gaillard et leur coque plus solide en général en faisaient de bien meilleures unités d’escadre. Les plates-formes des canons étaient protégées par des redans en acier.
Leur coût unitaire est d'environ 200 000 £ en 1918.

## Classe V Admiralty initiale
La classe V Admiralty initiale sont les cinq premiers navires commandés en avril 1916, conçus et construits en tant que chefs de flottille. Ces navires étaient les plus grands et les plus puissants en service, presque équivalents aux Novik russes.

### Navires de la classe
| Navire    | Chantier naval                        | Lancement    | Fin de carrière                               | Photo |
| --------- | ------------------------------------- | ------------ | --------------------------------------------- | ----- |
| Valentine | Cammell Laird, Birkenhead             | 24 mars 1917 | Échoué après une attaque aérienne en mai 1940 |       |
| Valhalla  | Cammell Laird, Birkenhead             | 22 mai 1917  | Mis au rebut après 1931                       |       |
| Valkyrie  | William Denny and Brothers, Dumbarton | 13 mars 1917 | Mis au rebut en 1936                          |       |
| Valorous  | William Denny and Brothers, Dumbarton | 8 mai 1917   | Vendu pour démolition le 4 mars 1947          |       |
| Vampire   | J. Samuel White, Cowes                | 21 mai 1917  | Coulé le 9 avril 1942                         |       |

## Classe V Admiralty
Les navires de la classe V Admiralty entrèrent en service entre août 1917 et juin 1918 et participèrent aux deux Guerres mondiales : trois furent perdus pendant la Grande guerre : le Vehement, le Verulam et le Vittoria. Les deux premiers sautèrent sur des mines, le premier en août 1918, le second en 1919, et le troisième fut torpillé en septembre 1919. Par ailleurs, les unités survivants servirent jusqu'au milieu des années trente, et plusieurs seront retirées du service actif : le Venturous, le Violent et le Vectis en 1936-37.
En septembre 1939, parmi les navires opérationnels restants, deux furent transférés dans la Royal Australian Navy en 1933 : le Vampire et le Vendetta. Pendant la Seconde Guerre mondiale, 7 navires furent convertis en destroyers antiaériens et 8 autres en escorteurs de long rayon d’action. Les unités restantes furent intouchées, excepté la possibilité de remplacer l’un de leurs bancs de tubes lance-torpilles par un canon de 47 mm à tir rapide, l’ajout de 33 grenades ASM et de deux à quatre canons de 20 mm AA. Les pertes au combat furent relativement peu nombreuses : le Venetia fut perdu sur une mine en novembre 1940, le Vimiera subit le même sort en janvier 1942, et le Vortigern, torpillé par un U-Boot en mars 1942. En 1942, ils disposaient tous d’une antenne Huff-duff et d’un sonar ASDIC.

### Navires de la classe
| Navire       | Chantier naval                                        | Lancement          | Fin de carrière                              | Photo |
| ------------ | ----------------------------------------------------- | ------------------ | -------------------------------------------- | ----- |
| Vancouver    | William Beardmore and Company, Clydebank              | 28 décembre 1917   | Vendu pour démolition en décembre 1947       |       |
| Vanessa      | William Beardmore and Company, Clydebank              | 16 mars 1918       | Vendu pour démolition le 4 mars 1947         |       |
| Vanity       | William Beardmore and Company, Clydebank              | 3 mai 1918         | Vendu pour démolition le 4 mars 1947         |       |
| Vanoc        | John Brown & Company, Clydebank                       | 14 juin 1917       | Vendu pour démolition le 26 juillet 1945     |       |
| Vanquisher   | John Brown & Company, Clydebank                       | 18 août 1917       | Vendu pour démolition le 4 mars 1947         |       |
| Vectis       | J. Samuel White, Cowes                                | 4 septembre 1917   | Vendu pour démolition le 25 août 1936        |       |
| Vega         | William Doxford & Sons (en), Sunderland               | 1er septembre 1917 | Vendu pour démolition le 4 mars 1947         |       |
| Vehement     | William Denny and Brothers, Dumbarton                 | 6 juillet 1917     | Coulé le 1er août 1918                       |       |
| Velox        | William Doxford & Sons, Sunderland                    | 17 novembre 1917   | Vendu pour démolition le 18 février 1947     |       |
| Vendetta     | Fairfield Shipbuilding and Engineering Company, Govan | 3 septembre 1917   | Sabordé au large de Sydney le 2 juillet 1948 |       |
| Venetia (en) | Fairfield Shipbuilding and Engineering Company, Govan | 29 octobre 1917    | Coulé le 19 octobre 1940                     |       |
| Venturous    | William Denny and Brothers, Dumbarton                 | 21 septembre 1917  | Vendu pour démolition le 24 août 1936        |       |
| Verdun       | Hawthorn Leslie and Company, Hebburn                  | 21 août 1917       | Vendu pour démolition en mars 1946           |       |
| Versatile    | Hawthorn Leslie and Company, Hebburn                  | 21 août 1917       | Vendu pour démolition en 1946                |       |
| Verulam      | Hawthorn Leslie and Company, Hebburn                  | 3 octobre 1917     | Coulé dans la nuit du 3 au 4 septembre 1919  |       |
| Vesper       | Alexander Stephen and Sons, Linthouse                 | 15 décembre 1917   | Vendu pour démolition le 4 mars 1947         |       |
| Vidette      | Alexander Stephen and Sons, Linthouse                 | 28 février 1918    | Vendu pour démolition le 4 mars 1947         |       |
| Vimiera      | Swan Hunter, Wallsend                                 | 22 juin 1917       | Coulé le 9 janvier 1942                      |       |
| Violent      | Swan Hunter, Wallsend                                 | 1er septembre 1917 | Vendu pour démolition le 8 mars 1937         |       |
| Vittoria     | Swan Hunter, Wallsend                                 | 29 octobre 1917    | Coulé le 1er septembre 1919                  |       |
| Vivacious    | Yarrow Shipbuilders, Glasgow                          | 13 novembre 1917   | Vendu pour démolition le 4 mars 1947         |       |
| Vivien       | Yarrow Shipbuilders, Glasgow                          | 16 février 1918    | Vendu pour démolition le 18 février 1947     |       |
| Vortigern    | J. Samuel White, Cowes                                | 5 octobre 1917     | Coulé au large de Cromer le 15 mars 1942     |       |

## Classe W Admiralty
La classe W Admiralty comprenait 21 navires tous commandés en décembre 1916, bien que deux seront annulés en avril 1917. Ils étaient identiques à la classe Admiralty V excepté quelques détails d’armement (6 tubes lance-torpilles dès l’origine).
Ils furent terminés peu de temps avant l’armistice mais participèrent activement aux opérations de cette époque, dont le blocus de Zeebruge et d’Ostende avec le HMS Warwick. Gravement endommagé par une mine à l’arrière, il fut tracté jusqu’à Douvres par le Velox et sera réparé.
Le Waterhen et le Voyager furent transmis à la Royal Australian Navy en 1933, et le Walrus coula à la suite d’une collision avec un récif en 1938. Les navires restants étaient en service au sein de la Royal Navy le 1er septembre 1939, avec un armement inchangé pour la majorité. Pendant la Seconde Guerre mondiale, 5 navires furent convertis en destroyers antiaériens et 6 autres en escorteurs de long rayon d’action.
Il y eut 7 pertes au combat : Les deux navires Australiens Waterhen en 1941 et Voyager en 1942. Le Wakeful fut torpillé en mai 1940 par un S-Boote, le Wirlwind par un U-Boote à la même époque, le Wessex bombardé en mai de la même année par la Luftwaffe, quelques jours plus tôt, le Whitley, avait subi le même sort quelques jours auparavant mais son commandant avait réussi à le faire échouer sur la plage de Dunkerque. Le Wryneck fut également coulé par des Stukas en avril 1941, et le Warwick torpillé en février 1944 par un U-Boote. Le Wrestler survécut à une explosion de mine. Jugé irréparable, il fut retiré du service en 1944 et trois autres en 1945. Les autres suivirent les années suivantes.

### Navires de la classe
| Navire      | Chantier naval                                        | Lancement        | Fin de carrière                                                           | Photo |
| ----------- | ----------------------------------------------------- | ---------------- | ------------------------------------------------------------------------- | ----- |
| Voyager     | Alexander Stephen and Sons, Linthouse                 | 8 mai 1918       | Bombardé par l'aviation japonaise et échoué au Timor le 23 septembre 1942 |       |
| Wakeful     | John Brown & Company, Clydebank                       | 6 octobre 1917   | Coulé par un Schnellboot au large de Nieuport le 29 mai 1940              |       |
| Walker      | William Denny and Brothers, Dumbarton                 | 29 novembre 1917 | Vendu pour démolition le 15 mars 1946                                     |       |
| Walpole     | William Doxford & Sons (en), Sunderland               | 12 février 1918  | Vendu pour démolition le 8 février 1945                                   |       |
| Walrus      | Fairfield Shipbuilding and Engineering Company, Govan | 27 décembre 1917 | Vendu pour démolition le 5 mars 1938                                      |       |
| Warwick     | Hawthorn Leslie and Company, Hebburn                  | 28 décembre 1917 | Coulé par l'U-413 au large du phare de Trevose Head le 20 février 1944    |       |
| Watchman    | John Brown & Company, Clydebank                       | 2 novembre 1917  | Vendu pour démolition le 23 juillet 1945                                  |       |
| Waterhen    | Palmers Shipbuilding and Iron Company, Jarrow         | 26 mars 1918     | Coulé au large de la Libye par l'aéronef de l'Axe le 30 juin 1941         |       |
| Wessex      | Hawthorn Leslie and Company, Hebburn                  | 12 mars 1918     | Coulé par la Luftwaffe au large de Calais le 24 mai 1940                  |       |
| Westcott    | William Denny and Brothers, Dumbarton                 | 14 février 1918  | Vendu pour démolition le 8 janvier 1946                                   |       |
| Westminster | Scotts Shipbuilding and Engineering Company, Greenock | 25 février 1917  | Vendu pour démolition le 4 mars 1947                                      |       |
| Whirlwind   | Swan Hunter, Wallsend                                 | 15 décembre 1917 | Coulé par l'U-34 au sud-ouest de l'Irlande le 5 juillet 1940              |       |
| Whitley     | William Doxford & Sons, Sunderland                    | 13 avril 1918    | Bombardé par la Luftwaffe et échoué à Ostende le 19 mai 1940              |       |
| Winchelsea  | J. Samuel White, Cowes                                | 15 décembre 1917 | Vendu pour démolition le 20 mars 1945                                     |       |
| Winchester  | J. Samuel White, Cowes                                | 1er février 1918 | Vendu pour démolition le 5 mars 1946                                      |       |
| Windsor     | Scotts Shipbuilding and Engineering Company, Greenock | 21 juin 1918     | Vendu pour démolition le 4 mars 1947                                      |       |
| Wolfhound   | Fairfield Shipbuilding and Engineering Company, Govan | 14 mars 1918     | Vendu pour démolition le 18 février 1948                                  |       |
| Wrestler    | Swan Hunter, Wallsend                                 | 25 février 1918  | Vendu pour démolition le 20 juillet 1944                                  |       |
| Wryneck     | Palmers Shipbuilding and Iron Company, Jarrow         | 13 mai 1918      | Bombardé par un avion allemand au large de Péloponnèse le 27 avril 1941   |       |

### Navires annulés
- Wayfarer - commandé à Yarrow mais non construit, commande annulée en avril 1917.
- Woodpecker - commandé à Yarrow mais non construit, commande annulé en avril 1917.

## Classe V et W Thornycroft
La classe V et W Thornycroft étaient deux sous-classes spéciales construites par John I. Thornycroft & Company Limited selon les spécifications de l’Amirauté. Ils ont été commandés par paires, à six mois d'intervalle, le 30 juillet 1916 et le 9 décembre 1916. Ils se distinguaient par un franc-bord plus élevé et un mât principal plus court que celui du type Admiralty et par les cheminées à côtés plats typiques de Thornycroft. Au début de leur carrière, le canon antiaérien spécifié, le 2 livres QF, a été remplacé par une seule arme QF 20 cwt Mark I, sur une plate-forme située entre la cheminée et les tubes lance-torpilles avant.
Tous à l'exception du Viscount (converti en escorteur de long rayon d’action) ont été modifiés en destroyers antiaériens rapides de type WAIR. Ils ont tous survécu à la guerre et ont été démolis en 1947-48.

### Navires de la classe
| Navire   | Chantier naval                             | Lancement        | Fin de carrière                          | Photo |
| -------- | ------------------------------------------ | ---------------- | ---------------------------------------- | ----- |
| Viceroy  | John I. Thornycroft & Company, Southampton | 17 novembre 1917 | Vendu pour démolition en juin 1948       |       |
| Viscount | John I. Thornycroft & Company, Southampton | 29 décembre 1917 | Vendu pour démolition en mai 1947        |       |
| Wolsey   | John I. Thornycroft & Company, Southampton | 16 mars 1918     | Vendu pour démolition le 4 mars 1947     |       |
| Woolston | John I. Thornycroft & Company, Southampton | 27 janvier 1918  | Vendu pour démolition le 18 février 1947 |       |

## Classe W Thornycroft modifiée
La classe W Thornycroft modifiée est basé sur les spécifications de la classe V et W Thornycroft. Ces deux navires ont été commandés en janvier 1918, en même temps que le premier lot de la classe W modifiée. Ils se distinguaient par leurs deux chaufferies orientées vers l’avant, avec des cheminées larges, épais à l'avant et étroit à l'arrière. Leurs armements se composait de quatre canons BL Mk I & II et deux tubes lance-torpilles triples. Les navires étaient également reconnaissables par leurs canons de 2 livres QF montés en échelon au milieu du navire, entre les cheminées.
La construction du Witch a été retardé à la fin de la guerre ; il fut remorqué jusqu'à Devonport et achevé. Les deux navires ont été convertis en escorteur de courte portée pendant la Seconde Guerre mondiale.

### Navires de la classe
| Navire  | Chantier naval                             | Lancement        | Fin de carrière                       | Photo |
| ------- | ------------------------------------------ | ---------------- | ------------------------------------- | ----- |
| Wishart | John I. Thornycroft & Company, Southampton | 18 juillet 1919  | Vendu pour démolition le 20 mars 1945 |       |
| Witch   | John I. Thornycroft & Company, Southampton | 11 novembre 1919 | Vendu pour démolition en juillet 1946 |       |

## Classe W Admiralty modifiée
La classe W Admiralty modifiée était en fait une amélioration des types V et W de 1917-18. Ils furent cependant terminés trop tard pour participer au conflit.
Plus lourds, mieux armés (des canons de 120 au lieu de 102 mm), mais de dimensions inchangées, ces navires devaient être 53, car c’est le nombre de quilles qui furent posées, mais l’Amirauté annula ses ordres dans le courant de l’année 1919 (en novembre pour la plupart), de sorte que 14 unités seulement furent achevées. En 1942, 6 unités seront transformées en escorteurs à long rayon d’action et 6 autres en escorteurs à court rayon d’action.
Les autres furent inchangés dans leur armement, si ce n’est l’enlèvement d’une ou de deux de leurs pièces de 120 mm, et d’un de leurs bancs de tubes lance-torpilles pour placer une pièce de 76 mm à tir rapide, et l’ajout de 20 grenades ASM. Les navires à long et à court rayon d’action avaient en outre trois canons de 40 mm et deux de 20 mm AA, et parfois un lance-roquette Hedgehog. Tous possédaient le huff-duff et un sonar ASDIC.

### Navires de la classe (1)
Quatorze navires ont été commandés selon ce modèle révisé en janvier 1918 (ainsi que les deux navires Thornycroft selon un modèle différent), dont sept ont ensuite été annulés.
| Navire     | Chantier naval                                        | Lancement         | Fin de carrière                                                 | Photo |
| ---------- | ----------------------------------------------------- | ----------------- | --------------------------------------------------------------- | ----- |
| Vansittart | William Beardmore and Company, Clydebank              | 17 avril 1919     | Vendu pour démolition le 25 février 1946                        |       |
| Venomous   | John Brown & Company, Clydebank                       | 21 décembre 1918  | Vendu pour démolition le 4 mars 1947                            |       |
| Verity     | John Brown & Company, Clydebank                       | 19 mars 1919      | Vendu pour démolition le 4 mars 1947                            |       |
| Volunteer  | William Denny and Brothers, Dumbarton                 | 17 avril 1919     | Vendu pour démolition le 4 mars 1947                            |       |
| Wanderer   | Fairfield Shipbuilding and Engineering Company, Govan | 1er mai 1919      | Vendu pour démolition le 31 janvier 1946                        |       |
| Whitehall  | Swan Hunter, Wallsend                                 | 11 septembre 1919 | Vendu pour démolition en octobre 1945                           |       |
| Wren       | Yarrow Shipbuilders, Scotstoun                        | 11 novembre 1919  | Coulé par la Luftwaffe au large d'Aldeburgh le 27 juillet 1940. |       |

#### Navires annulés
- Vantage - construit par William Beardmore and Company, renommé Vimy en 1918, mis sur cale le 16 septembre 1918, annulé le 26 novembre 1918.
- Votary - construit par William Denny and Brothers, mis sur cale le 18 juin 1918, annulé le 12 avril 1919.
- Warren - construit par Fairfield Shipbuilding and Engineering Company, transféré au chantier naval de Chatham puis annulé en septembre 1919.
- Welcome - construit par Hawthorn Leslie & Company, mis sur cale le 9 avril 1918, annulé le 12 avril 1919.
- Welfare - construit par Hawthorn Leslie & Company, mis sur cale le 22 juin 1918, annulé le 12 avril 1919.
- Whitehead - construit par Swan Hunter, annulé le 12 avril 1919.
- Wye - construit par Yarrow Shipbuilders, mis sur cale en janvier 1918, annulé en septembre 1919.

### Navires de la classe (2)
Trente-huit autres navires ont été commandés selon ce modèle en avril 1918, dont trente-et-un ont été annulés et sept seulement ont été achevés. Seuls leurs cheminées les différenciaient.
| Navire       | Chantier naval                  | Lancement        | Fin de carrière                                                      | Photo |
| ------------ | ------------------------------- | ---------------- | -------------------------------------------------------------------- | ----- |
| Veteran      | John Brown & Company, Clydebank | 21 décembre 1918 | Coulé par l'U-404 dans l'Atlantique Ouest le 26 septembre 1942       |       |
| Whitshed     | Swan Hunter, Wallsend           | 31 janvier 1919  | Vendu pour démolition le 18 février 1947                             |       |
| Wild Swan    | Swan Hunter, Wallsend           | 17 mai 1919      | Coulé après une attaque aérienne le 17 juin 1942                     |       |
| Witherington | J. Samuel White, Cowes          | 16 janvier 1919  | Naufrage lors de son transit vers le Firth of Forth le 29 avril 1947 |       |
| Wivern       | J. Samuel White, Cowes          | 16 avril 1919    | Vendu pour démolition le 18 février 1947                             |       |
| Wolverine    | J. Samuel White, Cowes          | 17 juillet 1919  | Vendu pour démolition en janvier 1946                                |       |
| Worcester    | J. Samuel White, Cowes          | 24 octobre 1919  | Démoli en septembre 1946                                             |       |

#### Navires annulés
- Vashon - construit par William Beardmore and Company, annulé le 26 novembre 1918.
- Vengeful  - construit par William Beardmore and Company, annulé le 26 novembre 1918.
- Vigo - construit par John Brown & Company, annulé le 26 novembre 1918.
- Vigorous - construit par John Brown & Company, renommé Wistful en juin 1918, annulé le 26 novembre 1918.
- Virulent - construit par John Brown & Company, annulé le 26 novembre 1918.
- Volage - construit par John Brown & Company, annulé le 26 novembre 1918.
- Volcano - construit par John Brown & Company, annulé le 26 novembre 1918.
- Wager - construit par William Denny and Brothers, mis sur cale le 2 août 1918, annulé le 12 avril 1919.
- Wake - construit par William Denny and Brothers, mis sur cale le 14 octobre 1918, annulé le 26 novembre 1918.
- Waldegrave - construit par William Denny and Brothers, annulé le 26 novembre 1918.
- Walton - construit par William Denny and Brothers, annulé le 26 novembre 1918.
- Whitaker - construit par William Denny and Brothers, annulé le 26 novembre 1918.
- Watson - construit par Fairfield Shipbuilding and Engineering Company, transféré au chantier naval de Devonport, mis sur cale en 1918, annulé en septembre 1919.
- Wave - construit par Fairfield Shipbuilding and Engineering Company, annulé le 26 novembre 1918.
- Weazel - construit par Fairfield Shipbuilding and Engineering Company, annulé le 26 novembre 1918.
- White Bear - construit par Fairfield Shipbuilding and Engineering Company, annulé le 26 novembre 1918.
- Wellesley - construit par Hawthorn Leslie & Company, mis sur cale le 30 août 1918, annulé le 26 novembre 1918.
- Wheeler - construit par Scotts Shipbuilding and Engineering Company, mis sur cale en juillet 1918, annulé le 12 avril 1919.
- Whip - construit par Scotts Shipbuilding and Engineering Company, annulé le 26 novembre 1918.
- Whippet - construit par Scotts Shipbuilding and Engineering Company, annulé le 26 novembre 1918.
- Whelp - construit par Scotts Shipbuilding and Engineering Company, transféré au chantier naval de Pembroke Dock, annulé en septembre 1918.
- Willoughby - construit par Swan Hunter, annulé le 26 novembre 1918.
- Winter - construit par Swan Hunter, annulé le 26 novembre 1918.
- Wrangler - construit par Yarrow Shipbuilders puis par J. Samuel White, mis sur cale le 3 février 1919, annulé en septembre 1919.
- Werewolf - construit par Swan Hunter puis par J. Samuel White, lancé le 17 juillet 1919 mais non terminé, annulé en septembre 1919.
- Westphal - construit par Swan Hunter puis par J. Samuel White, annulé le 12 avril 1919.
- Westward Ho - construit par Swan Hunter puis par J. Samuel White, annulé le 12 avril 1919.
- Yeoman - construit par Yarrow Shipbuilders, annulé le 12 avril 1919.
- Zealous - construit par Yarrow Shipbuilders, annulé le 12 avril 1919.
- Zebra - construit par Yarrow Shipbuilders, annulé le 12 avril 1919.
- Zodiac - construit par Yarrow Shipbuilders, annulé le 12 avril 1919.

## Navires australiens
Quatre des navires susmentionnés ainsi que le destroyer leader Stuart ont été transférés à la marine royale australienne en octobre 1933. Les navires ont tous servi pendant la Seconde Guerre mondiale. Trois d'entre eux ont été coulés ou sabordés en 1941 et 1942. Au cours de leur service militaire en Méditerranée, les cinq les navires constituaient un groupe devenu célèbre sous le nom de « Scrap Iron Flotilla ».
- Vampire (Classe V Admiralty initiale)
- Vendetta (Classe V Admiralty)
- Voyager (Classe W Admiralty)
- Waterhen (Classe W Admiralty)

## Conversions pour la Seconde Guerre mondiale
À partir de 1937, les navires les plus anciens des classes V et W ont été démolis et les restants ont été convertis en navires d’escorte rapide. Le début de la Seconde Guerre mondiale interrompit les longs travaux de modernisations, bien que de nombreux navires furent reconvertis en escorte de convoi.

### Escorteurs à long rayon d’action
Les classes V et W ont été conçues pour soutenir la Grand Fleet dans ses actions en mer du Nord. À partir de 1941, des bâtiments furent convertis en 1941-44 en escorteurs de long rayon d’action (conçus pour un aller-retour avec les États-Unis). Ils étaient lents car on avait supprimé la moitié de leurs chaudières au profit de citernes de mazout, de sorte qu’avec 15 000 chevaux-vapeur, ils ne dépassaient pas 25 nœuds. Mais c’était largement suffisant pour escorter les convois efficacement. Ils se reconnaissaient à leur unique cheminée arrière restante, et à leur armement comprenant deux à trois pièces de 120 mm standard, et de la DCA de 2 pièces de 40 mm ou 6 de 20 mm Oerlikon, avec des grenades anti-sous-marine (110, et 4 à 8 mortiers). Le Viscount disposait en plus d’un Hedgehog (lance-roquettes ASM), et la plupart n’avaient plus leurs bancs de tubes lance-torpilles. Un radar d'indication de cible de type 271 a été ajouté sur le pont et un radar d'alerte aérienne de type 291 a été ajouté en tête du mât, avec une fonction de radiogoniométrie à haute fréquence (Huff-Duff) installée sur certains navires. Ces navires étaient officiellement connus comme les LRE (Long Range Escort).
Les destroyers convertis étaient :
- Vanessa
- Vanoc
- Vanquisher
- Velox
- Vesper
- Versatile
- Vidette
- Vimy
- Vivacious
- Viscount
- Walker
- Warwick
- Watchman
- Westcott
- Winchelsea
- Wrestler
- Vansittart
- Verity
- Volunteer
- Wanderer
- Whitehall

### Type WAIR
À partir de 1938, on commença à développer une reconversion nommée type WAIR, une transformation en destroyers antiaériens. Dans ce rôle, ils perdirent leurs bancs de tubes lance-torpilles, reçurent deux tourelles doubles standard de 102 mm à tir rapide, et plus tard 4 canons de 20 mm Oerlikon. Ils possédèrent aussi 45 grenades ASM avec deux casiers de poupe et deux mortiers latéraux. Les Wolsey et Woolston différaient des autres navires ; construits chez Thornycroft, ils possédaient deux pièces de 40 mm Bofors en affût simple. Ils avaient une capacité de stockage de mazout de 331 tonnes contre 325. L'armement était contrôlé par un télémètre-directeur Mark II (W), équipé d'un radar type 285 pour la détection des cibles dès sa disponibilité. Une nouvelle grue à tour, rappelant la classe Hunt, a été construite et l'avertisseur aérien métrique radar type 286 a été ajouté à la tête du pont avant, remplacé par le type 291 aussitôt disponible. L'armement a été complété par une paire de mitrailleuses Vickers quadruples de 0,5 pouce sur une plate-forme au milieu du navire. Ces canons étaient généralement placés de côté, mais un certain nombre de navires les avaient disposés en échelons pour permettre des tirs entre ponts. Ces armes légères se sont révélées généralement inefficaces et ont été remplacées par le canon Oerlikon de 20 mm. Deux rails et lanceurs de charges de profondeur ont été fixés à l'arrière, principalement à des fins d'autodéfense, bien que le Viceroy ait coulé l'U-1274 au large de la côte est de l'Écosse le 16 avril 1945.
Les navires ont reçu de nouveaux numéros de fanion de la série L (escorte) lors de leur remise en service :
- Valentine (L69)
- Valorous (L00)
- Vega (L41)
- Verdun (L93)
- Vimiera (L29)
- Vivien (L33)
- Viceroy (L21)
- Westminster (L40)
- Whitley (L23)
- Winchester (L55)
- Wolfhound (L56)
- Wolsey (L02)
- Woolston (L49)
- Wryneck (L04)

### Escorteurs à court rayon d’action
Il y avait aussi des conversions SRE (Short Range Escort), se distinguant par la perte d’une de leur bancs de tubes lance-torpilles, et d’une ou deux pièces de 120 mm, avec l’apport de 4 à 6 canons AA de 20 mm et d’un grand nombre de grenades ASM, ainsi que d’un canon ASM spécial de 47 mm. Une indication de cible radar de type 271 a été ajoutée sur le pont et un avertisseur aérien de type 286 ou 291 a été installé à la tête du mât.
Les navires suivants ont été convertis en escorteurs à court rayon d’action (un nouveau numéro de fanion dans la série L - escort - a été attribué à l'un des navires) :
- Venomous
- Vortigern
- Walpole
- Windsor (L94)
- Veteran
- Whitshed
- Wild Swan
- Wishart
- Witch
- Witherington
- Wivern
- Wolverine

### Escortes non modifiées
Les navires restants de la classe n’ont pas été modifiés puisque tous (sauf le Worcester) furent coulés lors des conflits en 1940 (un nouveau numéro de fanion a été attribué à un navire dans la série L - escort -) :
- Venetia
- Wakeful (L91)
- Wessex
- Whirlwind
- Worcester
- Wren

Il resta également le quatuor de la marine royale australienne - Vampire, Vendetta, Voyager et Waterhen - qui subirent quelques modifications de leur armement (notamment les tubes lance-torpilles et les canons AA).

## La classe V et W dans la fiction
- HMS Viperous est le nom d'un destroyer fictif des classes V et W dans le roman The Cruel Sea de Nicholas Monsarrat, chef d'un groupe d'escortes comprenant Compass Rose, au centre de la première partie de l'histoire.
- HMS Warlock est le nom du chef d'une flottille de huit destroyers fictifs dans le roman de 1974, The Destroyers de Douglas Reeman. Sept d’entre eux sont des destroyers de classes V et W (HMS Ventnor, HMS Victor, HMS Warden, HMS Warlock, HMS Waxwing, HMS Whiplash et HMS Whirlpool) ; le huitième, le HMS Lomond, est explicitement décrit comme un destroyer plus récent et plus volumineux que les sept autres.
- HMS Vagabond est le nom d'un destroyer apparemment fictif des classes V et W dans le roman de 1989 intitulé The Fighting Spirit de Charles Giddey (Wheeler) publié par William Collins. Le récit fictif de ce livre sur l'évacuation de Dunkirk en 1940 mentionne au moins 15 navires de la classe V et W.
- HMS Virtue et HMS Vagrant sont les noms de deux destroyers fictifs des classes V et W dans le roman de 1977 de Ronald Bassett (en), The Tinfish Run.
- HMS Viking et le HMS Vectra sont deux des escortes du 14e escadron de porte-avions du roman HMS Ulysses d'Alistair MacLean.
- HMS Whippet est le nom fictif (le vrai a été annulé) d'un destroyer de classe W converti pour des tâches d'escorte dans la bande dessinée n ° 669 du Commando War Stories in Pictures, intitulée Destroyer !, parue en 1972.